# Willi Greite
Willi Greite (* 30. Januar 1911 in Vechelde; † 29. Dezember 1992 in Hänigsen) war ein deutscher Sportlehrer, Verwaltungsbeamter und Sportfunktionär.

## Ausbildung
Greite war ab seinem 8. Lebensjahr bis an sein Lebensende Mitglied des MTV Vechelde, wo er vor allem Leichtathletik, Handball und Faustball betrieb. Greite war ein hervorragender Athlet und siegte u. a. bei den Deutschen Turnfesten 1933 in Stuttgart und 1938 in Breslau im Leichtathletischen Fünfkampf. Mit 15 Jahren schon Vorturner, dann Jugendwart und Oberturnwart im Verein, waren bis zum Abitur 1931 in Braunschweig am Martino-Katharineum Braunschweig die ersten Stufen seines ehrenamtlichen Engagements. Noch bei der Deutschen Turnerschaft wurde er Bezirksjugendwart. Er studierte Erziehungs- und Kulturwissenschaften an der TH Braunschweig (1931 bis 1934) und legte sein Examen beim SS-Sturmbannschulungsleiter Friedrich Berger ab. Willi Greite trat im Oktober 1935 seine erste Volksschullehrerstelle im Dorf Emtinghausen bei Thedinghausen an, wechselte von dort an verschiedene Volksschulen in Wolfenbüttel, ehe er seine Mittelschullehrerprüfung in Braunschweig nachmachte und an der Mittelschule in Wolfenbüttel eine feste Stelle bekam. 1937 wurde Greite mit 26 Jahren zum jüngsten Gausportwart im Deutschen Reich für Niedersachsen/Bremen vom Reichssportführer Hans von Tschammer und Osten ernannt. Am 29. Juni 1937 beantragte er die Aufnahme in die NSDAP und wurde rückwirkend zum 1. Mai desselben Jahres aufgenommen (Mitgliedsnummer 4.887.944). 1940 zum Wehrdienst einberufen, wurde er im Zweiten Weltkrieg als Leutnant mehrfach verwundet.

## Nachkriegslaufbahn
Greite kam 1947 aus der Internierung zurück, konnte jedoch erst nach seiner Entnazifizierung 1949 in den Schuldienst nach Braunschweig zurückkehren. Er wurde noch 1947 der Hauptsportwart des MTV Braunschweig und Volksturnwart des Landesturnverbandes. 1951 wurde er auch zum Landessportwart im Landessportbund Niedersachsen gewählt. 1953 wurde er als Mittelschulrektor nach Wolfenbüttel, seit 1956 als Sportreferent der Niedersächsischen Landesregierung im Kultusministerium berufen. Hier arbeitete er eng mit Heinrich Hünecke zusammen, dessen Nachfolger er schließlich wurde. Hier durchlief er alle Stufen und wurde schließlich als Leitender Ministerialrat in Verantwortung für den gesamten Sport in Niedersachsen (Schule, Hochschule, Vereine, Verbände) in den Ruhestand verabschiedet. Damit war in Niedersachsen die Spitze der staatlichen und der verbandlichen Sportverwaltung weitgehend in einer Hand. Von 1966 bis 1970 wurde er Vizepräsident des Deutschen Turner-Bundes, von 1970 bis 1986 Präsident und von 1986 an Ehrenpräsident des DTB. Hierdurch konnte Greite mehrere Initiativen gestalten. So wurde er vom Bundesinnenministerium in den Ausschuss berufen, der die Bundesjugendspiele organisierte, koordinierte Jugend trainiert für Olympia, war verantwortlich für die Ausbreitung des Sports im DSB (Vorstandsmitglied für Ausbildung), Mitglied im wissenschaftlichen Beirat und stellvertretender Vorsitzender der DSB-Führungs- und Verwaltungsakademie in Berlin. Die Initiativen „Zweiter Weg“ und „Sport für Alle“, aber auch die staatliche Bezuschussung von haupt- und nebenamtlichen Übungsleitern und Sportlehrern im Verein tragen seinen Stempel. Seine Handakten befinden sich im Archiv des  Niedersächsischen Institut für Sportgeschichte.

## Ehrungen
- 1977: Bundesverdienstkreuz 1. Klasse
- 1985: Großes Bundesverdienstkreuz
- 1986: Ehrenpräsident Deutscher Turner-Bund
- 1986: Ehrenmitglied Landessportbund Niedersachsen
- 1986: Ehrenmitglied Deutscher Sportbund
- 1998: Aufnahme Ehrengalerie des Niedersächsischen Instituts für Sportgeschichte